# Alpha Coronae Borealis
Alpha Coronae Borealis (α CrB, α Coronae Borealis) este o stea binară din constelația Coroana Boreală. Este localizată la aproximativ 75 ani lumină (~23 parseci) distanță de Sistemul solar. Denumirile tradiționale ale stelei sunt Alphecca și Gemma.

## Denumirile tradiționale ale stelei
Denumirea Alphecca provine din denumirea din limba arabă a acesteia: al-na´ir al-fakkah, care semnifică „[steaua] strălucitoarea din inelul rupt”. 
Denumirea din latină, Gemma, este un calc lingvistic al denumirii din limba arabă. În latină, Gemma semnifică „piatră prețioasă transparentă și strălucitoare”.